# 郑和下西洋考
《郑和下西洋考》是1934年冯承钧翻译的法国汉学家伯希和1933年所著法文《十五世纪初年中国人的伟大航海上旅行》改用的书名。
伯希和这篇论述《十五世纪初年中国人的伟大航海上旅行》是发表在《通报》1933年第30期，原文为“Les grands voyages maritimes chinois au début du 15ème siècle"。
这是伯希和的一篇重要的汉学论文，全文分四章：
1. 《瀛涯胜览》。伯希和根据多种文献考证《瀛涯胜览》一书作者的两个名称：马欢、马观，认为马欢一名是正确的。伯希和批评柔克义、兑文达对这本书的1416年序言所作论断：柔克义、兑文达认为，1416年序言是张升的伪作；伯希和认为1416年序言实际上是一篇后序，作者就是马欢，而不是张升的伪作；伯希和还从几种不同的版本证明，这序言经过多次增补。
2. 《星槎胜览》。伯希和根据费信著《星槎胜览》和《明史》考证郑和七次下西洋的日期和行程。
3. 《西洋番国志》。伯希和未见明朝巩珍所著《西洋番国志》的原本，但根据17世记末叶钱曾所著《读书敏求记》认为此书有不见其他文献的敕书。
4. 《西洋朝贡典录》。黄省曾编成的《西洋朝贡典录》虽作于《瀛涯胜览》后百余年，但伯希和根据此书校正了《瀛涯胜览》的一些错误。

## 书目
《郑和下西洋考 交广印度两道考》(法)伯希和著,冯承钧译 中华书局 ISBN 7-101-03511-6